# اسکار بونیک گارسیا
اسکار بونیک گارسیا (اسپانیایی: Óscar Boniek García‎؛ زاده ۴ سپتامبر ۱۹۸۴) یک بازیکن فوتبال اهل هندوراس است.
وی همچنین در تیم‌های ملی فوتبال هند هندوراس بازی کرده‌است.